# Élections législatives béninoises de 2003
Les élections législatives béninoises de 2003 se sont déroulées le 30 mars 2003 au Bénin.
Le résultat des élections ont donné la victoire aux partis pro-gouvernementaux, allié au président Mathieu Kérékou.

## Résultats
| Alliance présidentielle | Union pour le Bénin du futur                                   | 1 049 407 | 55,8 | 31 |  |  |
| Alliance présidentielle | Mouvement africain pour le développement et le progrès (MADEP) | 1 049 407 | 55,8 | 9  |  |  |
| Alliance présidentielle | Force Clé (FC)                                                 | 1 049 407 | 55,8 | 5  |  |  |
| Alliance présidentielle | Alliance MDC-PS-CPP                                            | 1 049 407 | 55,8 | 2  |  |  |
| Alliance présidentielle | Impulsion au progrès et la démocratie                          | 1 049 407 | 55,8 | 2  |  |  |
| Alliance présidentielle | Alliance des Forces du Progrès                                 | 1 049 407 | 55,8 | 1  |  |  |
| Alliance présidentielle | Mouvement pour le Développement et la Solidarité               | 1 049 407 | 55,8 | 1  |  |  |
| Alliance présidentielle | Rassemblement pour la Démocratie et le Progrès (RDP)           | 1 049 407 | 55,8 | 1  |  |  |
| Opposition              | Renaissance du Bénin                                           | 807 923   | 43,0 | 15 |  |  |
| Opposition              | Parti du renouveau démocratique                                | 807 923   | 43,0 | 11 |  |  |
| Opposition              | Alliance Étoile                                                | 807 923   | 43,0 | 3  |  |  |
| Opposition              | Nouvelle Alliance                                              | 807 923   | 43,0 | 2  |  |  |
| Autres partis           | Autres partis                                                  | 21 449    | 1.2  | 0  |  |  |
|                         |                                                                |           |      |    |  |  |
| Total                   | Total                                                          | 1 878 779 | 100  | 83 |  |  |